# Ophrida
Ophrida là một chi bọ cánh cứng trong họ Chrysomelidae.
Chi này được miêu tả khoa học năm 1875 bởi Chapuis.

## Các loài
Các loài trong chi này gồm:
- Ophrida borneensis Medvedev, 2000
- Ophrida kuning Mohamedsaid & Barroga, 2000
- Ophrida obscuricollis Medvedev, 1996
- Ophrida parva Chen & Wang, 1980
- Ophrida tarsalis Medvedev, 2000